# 蒲郡市民の歌
「蒲郡市民の歌」（がまごおりしみんのうた）は、日本の愛知県蒲郡市が制定した市民歌である。作詞・牧富也、作曲・藤山一郎。
本記事では、市民歌と同時期に制定された市民音頭「蒲郡ふるさと音頭」についても解説する。

## 解説
宝飯郡蒲郡町他2町村の新設合併による蒲郡市の市制施行20周年を記念して歌詞を懸賞募集し、応募総数48篇から市立三谷東小学校教員の牧富也の応募作が採用された。作曲者は藤山一郎で、1974年（昭和49年）4月14日に発表演奏会が行われている。
朝日ソノラマが市立三谷小学校コーラス部の歌唱による「市民の歌」を単独で収録したソノシートを作成しているが、これとは別にテイチクレコードが製造した「蒲郡ふるさと音頭」のシングル盤（規格品番：49-21）ではA面に「ふるさと音頭」、B面に「市民の歌」がいずれも三波春夫の歌唱で収録された。
市の公式サイトに楽曲紹介は無く2012年（平成24年）刊行の『全国 都道府県の歌・市の歌』にも掲載されていないが、蒲郡市民会館のYouTubeチャンネルで音源が公開されているのをはじめ、市の健康推進課が作成した「蒲郡市民の体操」では「市民の歌」がBGMとして使われている。

### 蒲郡ふるさと音頭
「蒲郡市民の歌」と同時期に制定された「蒲郡ふるさと音頭」（がまごおりふるさとおんど）は、蒲郡市の市民音頭である。作詞者の「北村桃児」は創唱者でもある三波の別名義で、作曲は遠藤実。
発表演奏は市民歌と同じく市制20周年記念事業として開催された「歌いまくる 三波春夫ショー」の演目として行われた。市内の盆踊りにおいては定番の曲目となっており、蒲郡市立図書館でカセットテープを貸し出している。

## 備考
蒲郡市に関連する楽曲としては市民歌やふるさと音頭の他に、1994年（平成6年）に第49回わかしゃち国体開催を記念して作られた「大好きな風景」がある。
また、いずれも町制時代の作成で1933年（昭和8年）に西條八十の作詞、中山晋平の作曲でビクターから発売された「蒲郡音頭」や1950年（昭和25年）に蒲郡町役場が歌詞を懸賞募集して古関裕而の作曲、伊藤久男と奈良光枝の歌唱で日本コロムビアがSP盤を製造した「観光蒲郡の歌」があり、「蒲郡音頭」は前述の「大好きな風景」のカップリング曲としてコロムビア委託製造の8センチCDで復刻され、「観光蒲郡の歌」は2020年（令和2年）に作曲者を主人公のモデルとした朝ドラ『エール』の公開に合わせて蒲郡市博物館でレコード盤の特別展示が行われた。